# کنت‌نشین سالونا
کنت‌نشین سالونا (انگلیسی: Lordship of Salona)، یکی از قلمروهای صلیبی پس از جنگ صلیبی چهارم با فرمان امپراتوری لاتین از سال ۱۲۰۷ تحت خاندان ونیزی ناویگایاسو (به لاتین: Navigajoso) با لقب مگادوک (به لاتین: megadux) تشکیل شد و تا زمان فتح مجدد آن توسط بیزانسی‌ها در سال ۱۲۷۸ پایدار ماند.